# Бањоло ин Пјано
Бањоло ин Пјано (итал. Bagnolo in Piano) је насеље у Италији у округу Ређо Емилија, региону Емилија-Ромања.
Према процени из 2011. у насељу је живело 7663 становника. Насеље се налази на надморској висини од 31 м.

## Становништво
Према резултатима пописа становништва 2011. у општини је живело 9.386 становника.
| 1931. | 1936. | 1951. | 1961. | 1971. | 1981. | 1991. | 2001. | 2011. |
| ----- | ----- | ----- | ----- | ----- | ----- | ----- | ----- | ----- |
| 5.357 | 5.361 | 5.473 | 5.354 | 5.868 | 6.854 | 7.381 | 8.103 | 9.386 |